# Ratliff Boon
Ratliff Boon, född 18 januari 1781 i Franklin County, North Carolina, död 20 november 1844 i Louisiana, Missouri, var en amerikansk politiker. Han var Indianas viceguvernör från december 1819 till september 1822 och på nytt från december 1822 till januari 1824. Han var Indianas guvernör från september till december 1822 och ledamot av USA:s representanthus 1825–1827 och 1829–1839. Som guvernör var han demokrat-republikan och senare demokratisk kongressledamot.
Boon flyttade 1809 till Indianaterritoriet. Efter att Indiana blev delstat, satt Boon 1816–1817 i delstatens representanthus och 1818 i delstatens senat. År 1819 tillträdde han som viceguvernör. Guvernör Jonathan Jennings avgick 1822 och Boon fick inneha guvernörsämbetet i nästan tre månader. Därefter var han viceguvernör på nytt fram till år 1824.
Boon efterträdde 1825 Jacob Call som kongressledamot och efterträddes 1827 av Thomas H. Blake. År 1829 tillträdde han sedan på nytt som kongressledamot. Tio år senare efterträddes han av George H. Proffit. Boon avled 1844 och gravsattes på Louisiana Cemetery i Louisiana i Missouri. Gravplatsen flyttade senare till Riverview Cemetery i samma stad.